# Петер Віндт
Петер Віндт (нід. Peter Windt, 3 травня 1973) — нідерландський хокеїст на траві.
Олімпійський чемпіон 2000 року.
Переможець Трофею чемпіонів 2000 року, бронзовий призер 1999 року.